# .bv
.bv e интернет домейн от първо ниво за остров Буве, който е ненаселен. Администрира се от UNINETT Norid, но не се използва. Представен е през 1997 г.